# Tyrolean Jet Services
Tyrolean Jet Services (TJS) — австрийская авиакомпания, основанная в 1978 году. Первая австрийская авиакомпания, работающая в сфере бизнес-авиации. Более 25 лет отвечает за бизнес-полеты фирмы Swarovski и многих других клиентов по всему миру. Авиакомпания совершает чартерные полёты, предлагает обслуживание и продажу самолётов, услуги консьержа. Не является участником ни одного воздушного альянса.

## Флот
Во владении компании имеется 2 Bombardier Global Express, 1 King Air B200GT, и 2 Cessna Citation VII, 2 Airbus ACJ319, 1 Airbus ACJ318 ER, 1 Gulfstream G555, однако компания занимается продажей и покупкой самолётов, поэтому число и самолёты меняются.